# Hadakanbō
Hadakanbō (はだかんぼー?) è un brano musicale del cantante giapponese Tomohisa Yamashita, pubblicato come suo quarto singolo il 19 gennaio 2011, e l'primo per l'etichetta discografica Johnny's Entertainment. Il singolo ha raggiunto la vetta della classifica Oricon dei singoli più venduti in Giappone, vendendo 85,357 copie.

## Tracce
CD singolo WPCL-11069 
1. Hadakanbo (はだかんぼー)
2. Hadakanbo (Original Karaoke) (はだかんぼー（オリジナル・カラオケ）)

## Classifiche
| Classifica (2011) | Posizione più alta |
| ----------------- | ------------------ |
| Giappone (Oricon) | 1                  |